# Johann Jakob Locher (Unternehmer, 1841)
Johann Jakob Locher (* 19. Oktober 1841 in Speicher; † 5. März 1900 in Herisau; heimatberechtigt in Speicher) war ein Schweizer Unternehmer und Kantonsrat aus dem Kanton Appenzell Ausserrhoden.

## Leben
Johann Jakob Locher war ein Sohn von Johannes Locher, Metzger, und Anna Krüsi. Er war der Stiefsohn von Bartholome Widmer, Webfabrikant, Landesfähnrich und Oberrichter. Im Jahr 1860 heiratete er Louise Alder, Tochter von Hans Ulrich Alder, Bauer.
Er besuchte die Erziehungsanstalt Guggenbühl im Thurgau und das Lehrerseminar Kreuzlingen, das er ohne Abschluss verliess. Er absolvierte eine Weberlehre im stiefväterlichen Geschäft und arbeitete danach als Gehilfe auf der Kantonskanzlei in Herisau. Locher beteiligte sich als 18-Jähriger an einer Appretur in Herisau, die im Jahr 1885 vollständig in seinen Besitz überging. Später gingen daraus die Ausrüstwerke Steig AG hervor. Er übernahm 1883 auch die Bleicherei in Wald-Schönengrund und gehörte damit zu den führenden Industriellen der Ostschweiz.
Von 1879 bis 1882 amtierte er als Gemeinderat in Herisau. Ab 1896 bis 1900 sass er im Ausserrhoder Kantonsrat. Locher engagierte sich für bedürftige Geisteskranke und förderte das Gaswerk in Herisau. Im Jahr 1889 war er Mitgründer des Freimaurerzirkels Säntis.